# Alejandro Palacios
Miguel Alejandro Palacios Redorta (Ciudad de México, México, 6 de marzo de 1981), es un exfutbolista y abogado mexicano, se desempeñaba como portero. Es hermano gemelo del también exfutbolista Marco Antonio Palacios, que jugaba como defensa. Ambos eran apodados como los Pikolines. Desde finales de 2023 se graduó como director técnico y actualmente es entrenador de porteros en inferiores de la selección femenina de fútbol de México. 

## Trayectoria como jugador
Formado en Universidad Nacional, debutó en el año 2003 en Primera División. Fue portero suplente de Sergio Bernal hasta diciembre de 2010 cuando Palacios se volvió titular indiscutible hasta su salida del equipo en 2017, cuando el polémico presidente del patronato Rodrigo Ares de Parga determinó su salida como la de otros excelentes futbolistas. 
En el cuadro Universitario obtuvo cuatro títulos de Liga MX, solo fue titular en el séptimo título de los Pumas: el Clausura 2011. Al término de la fase regular del Clausura 2017 anunció que no seguiría en el equipo. Llegó al Atlético San Luis de la Liga de Ascenso MX. Después de rescindir contrato con los potosinos se quedó sin equipo y decidió anunciar su retiro.

## Fuera del fútbol
Además de su carrera como futbolista, se recibió en Derecho por la Universidad Nacional Autónoma de México, máxima casa de estudios en donde también estudió la Especialidad en Derecho Empresarial y Derecho Deportivo. 
Actualmente tiene un despacho jurídico-deportivo, en donde se desempeña como asesor deportivo para el sector público y privado, conferencista, asesor motivacional. 
Posee un restaurante de comida mexicana ubicado en el Sur de la Ciudad "Los Compaches de Pikolín" y una escuela filial del Club Universidad Nacional.

## Clubes
| Club                 | País   | Año         |
| -------------------- | ------ | ----------- |
| Universidad Nacional | México | 2003 - 2017 |
| Atlético de San Luis | México | 2017 - 2018 |

## Palmarés

### Campeonatos nacionales
| Título                     | Club | País   | Año     |
| -------------------------- | ---- | ------ | ------- |
| Primera División de México | UNAM | México | C-2004  |
| Primera División de México | UNAM | México | A-2004  |
| Primera División de México | UNAM | México | C-2009  |
| Campeón de Campeones       | UNAM | México | 2003-04 |
| Primera División de México | UNAM | México | C-2011  |